# Кулата (железопътна гара)
Гара Кулата е железопътна гара в село Кулата, община Петрич, област Благоевград. Тя е железопътен граничен контролно-пропускателен пункт (правейки връзка с гръцката гара Промахон, а оттам за Комотини, Александруполис и Солун).
Макар и да е крайна, гранична, гарата се обслужва всекидневно от пътнически влакове до градовете Сандански, Дупница, Петрич, Благоевград и София, в това число и международното направление София-Солун-София, което е възобновено от май 2014 г. насам, след близо 3-годишно преустановяване, но през 2020 г. е прекъсната отново.